# Liga Dominicana de Fútbol 2017
La temporada 2017 de la Liga Dominicana de Fútbol fue la tercera temporada de la historia de la competición dominicana de fútbol a nivel profesional. La temporada regular contó con 90 partidos en general (18 por equipo); comenzó el 12 de marzo de 2017 y finalizó el 30 de julio del mismo año. Los playoffs dieron inicio el 5 de agosto y finalizaron el 27 de agosto con la Gran Final.

## Participantes

### Equipos porprovincia
| Provincia         | N.º | Equipos                                   |
| ----------------- | --- | ----------------------------------------- |
| Distrito Nacional | 3   | Bauger FC, Club Atlético Pantoja y O&M FC |
| Espaillat         | 1   | Moca FC                                   |
| La Romana         | 1   | Delfines del Este FC                      |
| La Vega           | 1   | Atlético Vega Real                        |
| Puerto Plata      | 1   | Atlántico FC                              |
| San Cristóbal     | 1   | Atlético San Cristóbal                    |
| Santiago          | 1   | Cibao FC                                  |
| Santo Domingo     | 1   | Club Barcelona Atlético                   |

## Posiciones
|  | Posición | Equipos                 |  | PJ | PG | PE | PP | GF | GC | DG  | Puntos |
|  | -------- | ----------------------- |  | -- | -- | -- | -- | -- | -- | --- | ------ |
|  | 1        | Cibao FC*               |  | 18 | 11 | 4  | 3  | 34 | 17 | +17 | 37     |
|  | 2        | Club Atlético Pantoja   |  | 18 | 12 | 1  | 5  | 34 | 16 | +18 | 37     |
|  | 3        | Club Barcelona Atlético |  | 18 | 9  | 5  | 4  | 21 | 16 | +5  | 32     |
|  | 4        | Atlántico FC*           |  | 18 | 9  | 4  | 5  | 22 | 15 | +7  | 31     |
|  | 5        | Moca FC                 |  | 18 | 9  | 4  | 5  | 25 | 15 | +10 | 31     |
|  | 6        | Atlético San Cristóbal  |  | 18 | 7  | 4  | 7  | 23 | 24 | -1  | 25     |
|  | 7        | Atlético Vega Real      |  | 18 | 5  | 5  | 8  | 19 | 17 | +2  | 20     |
|  | 8        | Bauger FC               |  | 18 | 6  | 2  | 10 | 22 | 24 | -2  | 20     |
|  | 9        | O&M FC                  |  | 18 | 6  | 1  | 11 | 20 | 30 | -10 | 19     |
|  | 10       | Delfines del Este FC    |  | 18 | 0  | 2  | 16 | 11 | 57 | -46 | 2      |

     Clasifica a las Semifinales.

## Resultados

### Primera ronda
| Club Barcelona Atlético | 0 - 1 | Bauger FC             | Olímpico Félix Sánchez | 12 de marzo | 4:00PM |
| Atlántico FC            | 1 - 0 | O&M FC                | Leonel Plácido         | 12 de marzo | 4:00PM |
| Moca FC                 | 0 - 1 | Club Atlético Pantoja | José Sánchez Pérez     | 12 de marzo | 4:00PM |
| Atlético San Cristóbal  | 3 - 1 | Delfines del Este FC  | Panamericano           | 12 de marzo | 4:00PM |
| Atlético Vega Real      | 2 - 0 | Cibao FC              | Olímpico de La Vega    | 12 de marzo | 4:00PM |

| Moca FC               | 0 - 1 | Club Barcelona Atlético | José Sánchez Pérez     | 18 de marzo | 4:00PM |
| Atlántico FC          | 1 - 1 | Bauger FC               | Leonel Plácido         | 18 de marzo | 4:00PM |
| Club Atlético Pantoja | 1 - 2 | O&M FC                  | Olímpico Félix Sánchez | 19 de marzo | 4:00PM |
| Atlético Vega Real    | 5 - 2 | Delfines del Este FC    | Olímpico de La Vega    | 19 de marzo | 4:00PM |
| Cibao FC              | 1 - 0 | Atlético San Cristóbal  | Cibao FC               | 19 de marzo | 5:00PM |

| O&M FC                 | 1 - 0 | Cibao FC                | Olímpico Félix Sánchez | 1 de abril | 4:00PM |
| Delfines del Este FC   | 0 - 1 | Club Barcelona Atlético | Ashton School *        | 1 de abril | 4:00PM |
| Atlántico FC           | 1 - 2 | Club Atlético Pantoja   | Leonel Plácido         | 2 de abril | 4:00PM |
| Bauger FC              | 0 - 3 | Atlético Vega Real      | Olímpico Félix Sánchez | 2 de abril | 4:00PM |
| Atlético San Cristóbal | 0 - 2 | Moca FC                 | Panamericano           | 2 de abril | 4:00PM |

| Club Atlético Pantoja   | 6 - 0 | Delfines del Este FC | Olímpico Félix Sánchez | 8 de abril | 4:30PM |
| Cibao FC                | 2 - 1 | Bauger FC            | Cibao FC               | 8 de abril | 5:00PM |
| Club Barcelona Atlético | 0 - 0 | Atlético Vega Real   | Olímpico Félix Sánchez | 9 de abril | 4:00PM |
| Moca FC                 | 1 - 2 | Atlántico FC         | José Sánchez Pérez     | 9 de abril | 4:00PM |
| Atlético San Cristóbal  | 0 - 1 | O&M FC               | Panamericano           | 9 de abril | 4:00PM |

| Bauger FC              | 0 - 1 | Moca FC                 | Olímpico Félix Sánchez | 22 de abril | 4:00PM |
| Atlántico FC           | 0 - 1 | Club Barcelona Atlético | Leonel Plácido         | 22 de abril | 4:00PM |
| Atlético San Cristóbal | 2 - 3 | Club Atlético Pantoja   | Panamericano           | 23 de abril | 4:00PM |
| O&M FC                 | 2 - 2 | Atlético Vega Real      | Olímpico Félix Sánchez | 23 de abril | 4:00PM |
| Cibao FC               | 7 - 1 | Delfines del Este FC    | Cibao FC               | 23 de abril | 5:00PM |

| Bauger FC               | 2 - 0 | Delfines del Este FC   | Olímpico Félix Sánchez | 28 de abril | 4:00PM |
| Club Atlético Pantoja   | 2 - 1 | Cibao FC               | Olímpico Félix Sánchez | 29 de abril | 4:00PM |
| O&M FC                  | 0 - 4 | Moca FC                | Olímpico Félix Sánchez | 30 de abril | 4:00PM |
| Club Barcelona Atlético | 1 - 1 | Atlético San Cristóbal | Olímpico Félix Sánchez | 1 de mayo   | 4:00PM |
| Atlético Vega Real      | 0 - 0 | Atlántico FC           | Olímpico de La Vega    | 17 de mayo  | 4:00PM |

| Atlético Vega Real   | 0 - 1 | Club Atlético Pantoja   | Olímpico de La Vega    | 6 de mayo | 4:00PM |
| Delfines del Este FC | 0 - 3 | Atlántico FC            | Ashton School *        | 6 de mayo | 4:00PM |
| Bauger FC            | 1 - 1 | Atlético San Cristóbal  | Olímpico Félix Sánchez | 6 de mayo | 4:30PM |
| O&M FC               | 2 - 3 | Club Barcelona Atlético | Olímpico Félix Sánchez | 7 de mayo | 4:00PM |
| Cibao FC             | 2 - 2 | Moca FC                 | Cibao FC               | 7 de mayo | 5:00PM |

| Cibao FC               | 2 - 2 | Club Barcelona Atlético | Cibao FC               | 11 de mayo | 5:00PM |
| Delfines del Este FC   | 1 - 2 | O&M FC                  | Ashton School *        | 13 de mayo | 4:00PM |
| Atlético San Cristóbal | 0 - 0 | Atlántico FC            | Panamericano           | 13 de mayo | 4:00PM |
| Club Atlético Pantoja  | 2 - 0 | Bauger FC               | Olímpico Félix Sánchez | 14 de mayo | 4:00PM |
| Moca FC                | 2 - 1 | Atlético Vega Real      | José Sánchez Pérez     | 14 de mayo | 4:00PM |

| O&M FC                  | 2 - 1 | Bauger FC              | Olímpico Félix Sánchez | 20 de mayo  | 4:00PM |
| Moca FC                 | 2 - 0 | Delfines del Este FC   | José Sánchez Pérez     | 21 de mayo  | 4:00PM |
| Atlético Vega Real      | 0 - 1 | Atlético San Cristóbal | Olímpico de La Vega    | 21 de mayo  | 4:00PM |
| Club Barcelona Atlético | 1 - 1 | Club Atlético Pantoja  | Olímpico Félix Sánchez | 21 de mayo  | 4:00PM |
| Atlántico FC            | 0 - 1 | Cibao FC               | Leonel Plácido         | 11 de junio | 5:30PM |

### Segunda ronda
| Club Atlético Pantoja | 0 - 1 | Moca FC                 | Olímpico Félix Sánchez | 26 de mayo | 7:00PM  |
| O&M FC                | 0 - 2 | Atlántico FC            | Olímpico Félix Sánchez | 27 de mayo | 4:00PM  |
| Delfines del Este FC  | 1 - 3 | Atlético San Cristóbal  | Ashton School *        | 27 de mayo | 4:00PM  |
| Bauger FC             | 0 - 1 | Club Barcelona Atlético | Olímpico Félix Sánchez | 28 de mayo | 10:30AM |
| Cibao FC              | 2 - 1 | Atlético Vega Real      | Cibao FC               | 28 de mayo | 5:00PM  |

| O&M FC                  | 1 - 2 | Club Atlético Pantoja | Olímpico Félix Sánchez | 2 de junio | 4:00PM |
| Club Barcelona Atlético | 2 - 1 | Moca FC               | Olímpico Félix Sánchez | 3 de junio | 4:30PM |
| Delfines del Este FC    | 1 - 1 | Atlético Vega Real    | Ashton School *        | 4 de junio | 4:00PM |
| Atlético San Cristóbal  | 2 - 3 | Cibao FC              | Panamericano           | 4 de junio | 4:00PM |
| Bauger FC               | 1 - 3 | Atlántico FC          | Olímpico Félix Sánchez | 4 de junio | 4:00PM |

| Cibao FC                | 1 - 0 | O&M FC                 | Cibao FC               | 17 de junio | 5:00PM |
| Club Barcelona Atlético | 1 - 0 | Delfines del Este FC   | Olímpico Félix Sánchez | 18 de junio | 4:00PM |
| Atlético Vega Real      | 0 - 1 | Bauger FC              | Olímpico de La Vega    | 18 de junio | 4:00PM |
| Moca FC                 | 0 - 0 | Atlético San Cristóbal | José Sánchez Pérez     | 18 de junio | 4:00PM |
| Club Atlético Pantoja   | 2 - 0 | Atlántico FC           | Olímpico Félix Sánchez | 18 de junio | 7:45PM |

| O&M FC               | 2 - 3 | Atlético San Cristóbal  | Olímpico Félix Sánchez | 24 de junio | 4:00PM |
| Delfines del Este FC | 0 - 5 | Club Atlético Pantoja   | Ashton School *        | 24 de junio | 4:00PM |
| Atlántico FC         | 3 - 1 | Moca FC                 | Leonel Plácido         | 25 de junio | 4:00PM |
| Bauger FC            | 1 - 2 | Cibao FC                | Olímpico Félix Sánchez | 25 de junio | 4:00PM |
| Atlético Vega Real   | 2 - 0 | Club Barcelona Atlético | Olímpico de La Vega    | 25 de junio | 4:00PM |

| Club Barcelona Atlético | 1 - 2 | Atlántico FC           | Olímpico Félix Sánchez | 1 de julio | 4:00PM |
| Moca FC                 | 3 - 1 | Bauger FC              | José Sánchez Pérez     | 1 de julio | 4:00PM |
| Atlético Vega Real      | 1 - 0 | O&M FC                 | Olímpico de La Vega    | 2 de julio | 4:00PM |
| Delfines del Este FC    | 0 - 4 | Cibao FC               | Ashton School *        | 2 de julio | 4:00PM |
| Club Atlético Pantoja   | 1 - 2 | Atlético San Cristóbal | Olímpico Félix Sánchez | 2 de julio | 4:00PM |

| Atlético San Cristóbal | 3 - 2 | Club Barcelona Atlético | Panamericano       | 8 de julio | 4:00PM |
| Delfines del Este FC   | 0 - 5 | Bauger FC               | Ashton School *    | 8 de julio | 4:00PM |
| Moca FC                | 2 - 0 | O&M FC                  | José Sánchez Pérez | 9 de julio | 4:00PM |
| Atlántico FC           | 1 - 0 | Atlético Vega Real      | Leonel Plácido     | 9 de julio | 4:00PM |
| Cibao FC               | 3 - 1 | Club Atlético Pantoja   | Cibao FC           | 9 de julio | 5:00PM |

| Atlético San Cristóbal  | 0 - 4 | Bauger FC            | Panamericano           | 15 de julio | 4:00PM |
| Club Atlético Pantoja   | 1 - 0 | Atlético Vega Real   | Olímpico Félix Sánchez | 15 de julio | 4:00PM |
| Moca FC                 | 0 - 0 | Cibao FC             | José Sánchez Pérez     | 16 de julio | 4:00PM |
| Club Barcelona Atlético | 2 - 0 | O&M FC               | Olímpico Félix Sánchez | 16 de julio | 4:00PM |
| Atlántico FC            | 1 - 1 | Delfines del Este FC | Leonel Plácido         | 16 de julio | 4:00PM |

| Club Barcelona Atlético | 0 - 0 | Cibao FC               | Olímpico Félix Sánchez | 21 de julio | 7:00PM |
| Bauger FC               | 0 - 2 | Club Atlético Pantoja  | Olímpico Félix Sánchez | 22 de julio | 4:00PM |
| O&M FC                  | 4 - 2 | Delfines del Este FC   | Olímpico Félix Sánchez | 23 de julio | 4:00PM |
| Atlántico FC            | 1 - 0 | Atlético San Cristóbal | Leonel Plácido         | 23 de julio | 4:00PM |
| Atlético Vega Real      | 1 - 1 | Moca FC                | Olímpico de La Vega    | 23 de julio | 4:00PM |

| Atlético San Cristóbal | 2 - 0 | Atlético Vega Real      | Panamericano           | 28 de julio | 4:30PM |
| Bauger FC              | 2 - 1 | O&M FC                  | Olímpico Félix Sánchez | 29 de julio | 4:30PM |
| Delfines del Este FC   | 1 - 2 | Moca FC                 | Ashton School *        | 30 de julio | 4:30PM |
| Club Atlético Pantoja  | 1 - 2 | Club Barcelona Atlético | Olímpico Félix Sánchez | 30 de julio | 4:30PM |
| Cibao FC               | 3 - 1 | Atlántico FC            | Cibao FC               | 30 de julio | 4:30PM |

## Playoffs
|  | Semifinales                                      | Semifinales                                      | Semifinales                                      |       |                       | Final        | Final        |  |
|  | 5 y 6 de agosto (Ida) 12 y 13 de agosto (Vuelta) | 5 y 6 de agosto (Ida) 12 y 13 de agosto (Vuelta) | 5 y 6 de agosto (Ida) 12 y 13 de agosto (Vuelta) |       |                       | 27 de agosto | 27 de agosto |  |
|  |                                                  |                                                  |                                                  |       |                       |              |              |  |
|  |                                                  |                                                  |                                                  |       |                       |              |              |  |
|  | Club Atlético Pantoja                            | 3                                                | 2                                                |       |                       |              |              |  |
|  | Club Atlético Pantoja                            | 3                                                | 2                                                |       |                       |              |              |  |
|  | Club Barcelona Atlético                          | 1                                                | 0                                                |       |                       |              |              |  |
|  | Club Barcelona Atlético                          | 1                                                | 0                                                |       | Club Atlético Pantoja | 1 (3)        |              |  |
|  |                                                  |                                                  |                                                  |       | Club Atlético Pantoja | 1 (3)        |              |  |
|  |                                                  |                                                  | Atlántico FC (p)                                 | 1 (4) |                       |              |              |  |
|  | Cibao FC                                         | 0                                                | Atlántico FC (p)                                 | 1 (4) | 0 (2)                 |              |              |  |
|  | Cibao FC                                         | 0                                                |                                                  |       | 0 (2)                 |              |              |  |
|  | Atlántico FC (p)                                 | 0                                                | 0 (4)                                            |       |                       |              |              |  |
|  | Atlántico FC (p)                                 | 0                                                | 0 (4)                                            |       |                       |              |              |  |
|  |                                                  |                                                  |                                                  |       |                       |              |              |  |

### Semifinales

#### (1)Cibao FC- (4)Atlántico FC
| 5 de agosto, 04:00PM | Atlántico FC | 0:0     | Cibao FC | Leonel Plácido, San Felipe de Puerto Plata |  |
|                      |              | Reporte |          |                                            |  |

| 13 de agosto, 04:00PM                                                           | Cibao FC                              | 0:0 (2:4 p.)               | Atlántico FC                      | Cibao FC, Santiago de los Caballeros |  |
|                                                                                 |                                       | Reporte                    |                                   |                                      |  |
|                                                                                 |                                       | Tiros desde el punto penal |                                   |                                      |  |
|                                                                                 | Herold Jr. · Benchy · García · Flores |                            | Marisi · Gómez · Fleitas · La Hoz |                                      |  |
| Atlántico FC avanza a la Gran Final por marcador global de 0:0 (4:2 en penalti) |                                       |                            |                                   |                                      |  |

#### (2)Club Atlético Pantoja- (3)Club Barcelona Atlético
| 6 de agosto, 04:00PM | Club Barcelona Atlético | 1:3     | Club Atlético Pantoja                | Félix Sánchez, Santo Domingo, D.N. |  |
|                      | Ozuna 14'               | Reporte | Espinal 4' · López 68' · Batista 81' |                                    |  |

| 12 de agosto, 04:00PM                                                   | Club Atlético Pantoja    | 2:0     | Club Barcelona Atlético | Félix Sánchez, Santo Domingo, D.N. |  |
|                                                                         | Vázquez 4' · Maita 90+2' | Reporte |                         |                                    |  |
| Club Atlético Pantoja avanza a la Gran Final por marcador global de 5:1 |                          |         |                         |                                    |  |

### Gran Final

#### (3)Club Atlético Pantoja- (4)Atlántico FC
| 27 de agosto, 04:00PM | Club Atlético Pantoja | 1:1 (3:4 p.) | Atlántico FC | Félix Sánchez, Santo Domingo, D.N. |  |
|                       |                       |              |              | Árbitro(s): Aníbal López           |  |

## Goleadores
| Jugador              | Club                    | Goles |
| -------------------- | ----------------------- | ----- |
| Armando Maita        | Club Atlético Pantoja   | 11    |
| Mauro Gómez          | Atlántico FC            | 10    |
| Woodensky Cherenfant | Cibao FC                | 9     |
| Chedelin Francoeur   | Moca FC                 | 8     |
| Charles Herold Jr.   | Cibao FC                | 8     |
| Héctor García        | Bauger FC               | 7     |
| Berthame Dine        | Atlético Vega Real      | 6     |
| Jonathan Faña        | Moca FC                 | 6     |
| Luis Espinal         | Club Atlético Pantoja   | 6     |
| Jesús Meza           | Club Barcelona Atlético | 5     |
| Pablo Marisi         | Atlántico FC            | 5     |
| Edwin Martinez       | Bauger FC               | 5     |
| Sam Colson           | Cibao FC                | 4     |
| Eduardo Centeno      | Club Barcelona Atlético | 4     |

### Hat-tricks
| Fecha    | Jugador        | Goles                 | Local                | Resultado | Visitante | Jornada    |
| -------- | -------------- | --------------------- | -------------------- | --------- | --------- | ---------- |
| 8/7/2017 | Edwin Martínez | 18' · 45'+2 · 54' (P) | Delfines del Este FC | 0 - 5     | Bauger FC | Jornada 15 |

## Premios y reconocimientos

### Jugador Popular de la Semana
| Jornada    | Futbolista           | Equipo                  |
| ---------- | -------------------- | ----------------------- |
| Jornada 1  | Luis Lluberes        | Bauger FC               |
| Jornada 2  | Anderson Arias       | O&M FC                  |
| Jornada 3  | Gerald Gedna-Fritz   | Atlético Vega Real      |
| Jornada 4  | Mauro Gómez          | Atlántico FC            |
| Jornada 5  | Luis Espinal         | Club Atlético Pantoja   |
| Jornada 6  | Armando Maita        | Club Atlético Pantoja   |
| Jornada 7  | Eduardo Centeno      | Club Barcelona Atlético |
| Jornada 8  | Leandro Silva        | Club Atlético Pantoja   |
| Jornada 9  | Devis Gutiérrez      | O&M FC                  |
| Jornada 10 | Adrián Rodríguez     | Moca FC                 |
| Jornada 11 | Javier Toyo          | Club Barcelona Atlético |
| Jornada 12 | César García         | Cibao FC                |
| Jornada 13 | Berthame Dine        | Atlético Vega Real      |
| Jornada 14 | Chedelin Francoeur   | Moca FC                 |
| Jornada 15 | Edwin Martínez       | Bauger FC               |
| Jornada 16 | Juan Pablo Domínguez | Cibao FC                |
| Jornada 17 | Ronaldo Vásquez      | Club Atlético Pantoja   |
| Jornada 18 | Roberto Peraza       | Bauger FC               |